# Bengömma
Bengömma är en arkeologisk fornlämningstyp bestående av en samling obrända djurben som placerats på en skyddad plats, vanligen under en sten eller i en skreva. Ganska ofta är benen märgkluvna, vilket visar att de varit matavfall.
Bengömmor återfinns i synnerhet i samiska områden i fjälltrakterna. De påträffas vanligen på eller nära visten.
Bengömmornas funktion är omtvistad. Samerna själva menar att de samlade ihop benresterna efter måltiden för att inte hundarna skulle sätta dem i halsen. Forskare misstänker att det kan finnas en bakomliggande religiös föreställning från långt tillbaka i tiden, kanske en förhoppning om att djuret skulle återuppstå, ungefär som björngravar. Vissa bengömmor har C14-daterats till vikingatiden, men förekom ända in på 1900-talet.
Ej att förväxla med begreppet bengömma, som ibland används inom arkeologin för att beskriva en samling ben (oftast mänskliga och brända) i en grav, utan att denna behöver vara samisk.